# 태어난 김에 세계일주
태어난 김에 세계일주는 2022년 12월 11일부터 방영중인 MBC의 예능 프로그램 시리즈이다.

## 기획의도
지금껏 보지 못한 새로운 스타일의 극사실주의 여행 예능 프로그램이다.

## 방송 시간
| 방송 채널 | 방송 시간                          | 비고                       |
| --------- | ---------------------------------- | -------------------------- |
| MBC TV    | 2022년 12월 11일 ~ 2023년 1월 22일 | 매주 일요일 오후 4:30~6:05 |

## 출연진
- 기안84
- 빠니보틀
- 이시언

### 스튜디오 MC
- 장도연
- 사이먼 도미닉
- 이승훈 (위너) (3회 ~ 6회)
- 송민호 (위너) (1회 ~ 2회)

## 시청률
시청률은 닐슨코리아를 기준으로 한다.
| 회차 | 방송일           | AGB 시청률      |
| 회차 | 방송일           | 대한민국 (전국) |
| ---- | ---------------- | --------------- |
| 1회  | 2022년 12월 11일 | 4.6%            |
| 2회  | 12월 18일        | 4.6%            |
| 3회  | 12월 25일        | 3.5%            |
| 4회  | 2023년 1월 1일   | 5.2%            |
| 5회  | 1월 8일          | 4.6%            |
| 6회  | 1월 15일         | 5.1%            |
| 7회  | 1월 22일         | 4.0%            |
| 특집 | 1월 24일         | 2.2%            |

## 편성 변경
- 2023년 1월 1일: 미스터리 음악쇼 복면가왕 스페셜 편성으로 인해 저녁 6시 30분까지 연장 방송
- 2023년 1월 8일, 15일: 방송 분량 문제로 인해 저녁 6시 15분까지 연장 방송

## 특이 사항
- 출연진 중에서 송민호가 먼저 하차했다.
- 기안84의 의견에 따르면 시즌2, 시즌3를 방송할 계획이 있는 것으로 전해졌지만, MBC에 의하면 시즌2는 6월 10일부터 편성될 예정에 있었다.
- 2023년 1월 24일 편성분은 특집 편성으로 구성되어 있다.
- 실질적으로는 7부작이지만, 특집이 포함되면 8부작이다.
- 주요 여행지는 페루와 볼리비아이다.
- 더라이프에서는 2023년 3월 11일부터 재방송에 들어갔고, 뒤를 이어 E채널, 채널S 등에도 재방송을 수시로 한다.

## 수상 목록
- 2023년 제35회 한국 PD대상 예능 부문 작품상 TV
- 2023년 제23회 MBC 방송연예대상 남자 신인상 (덱스)
- 2023년 제23회 MBC 방송연예대상 올해의 작가상 (유지혜)
- 2023년 제23회 MBC 방송연예대상 베스트 커플상 - 인도팀 4형제 (기안84, 이시언, 덱스, 빠니보틀)
- 2023년 제23회 MBC 방송연예대상 올해의 예능프로그램상 (태어난 김에 세계일주)
- 2023년 제23회 MBC 방송연예대상 올해의 예능인상 (기안84)
- 2023년 제23회 MBC 방송연예대상 대상 (기안84)